# La Pievaccia

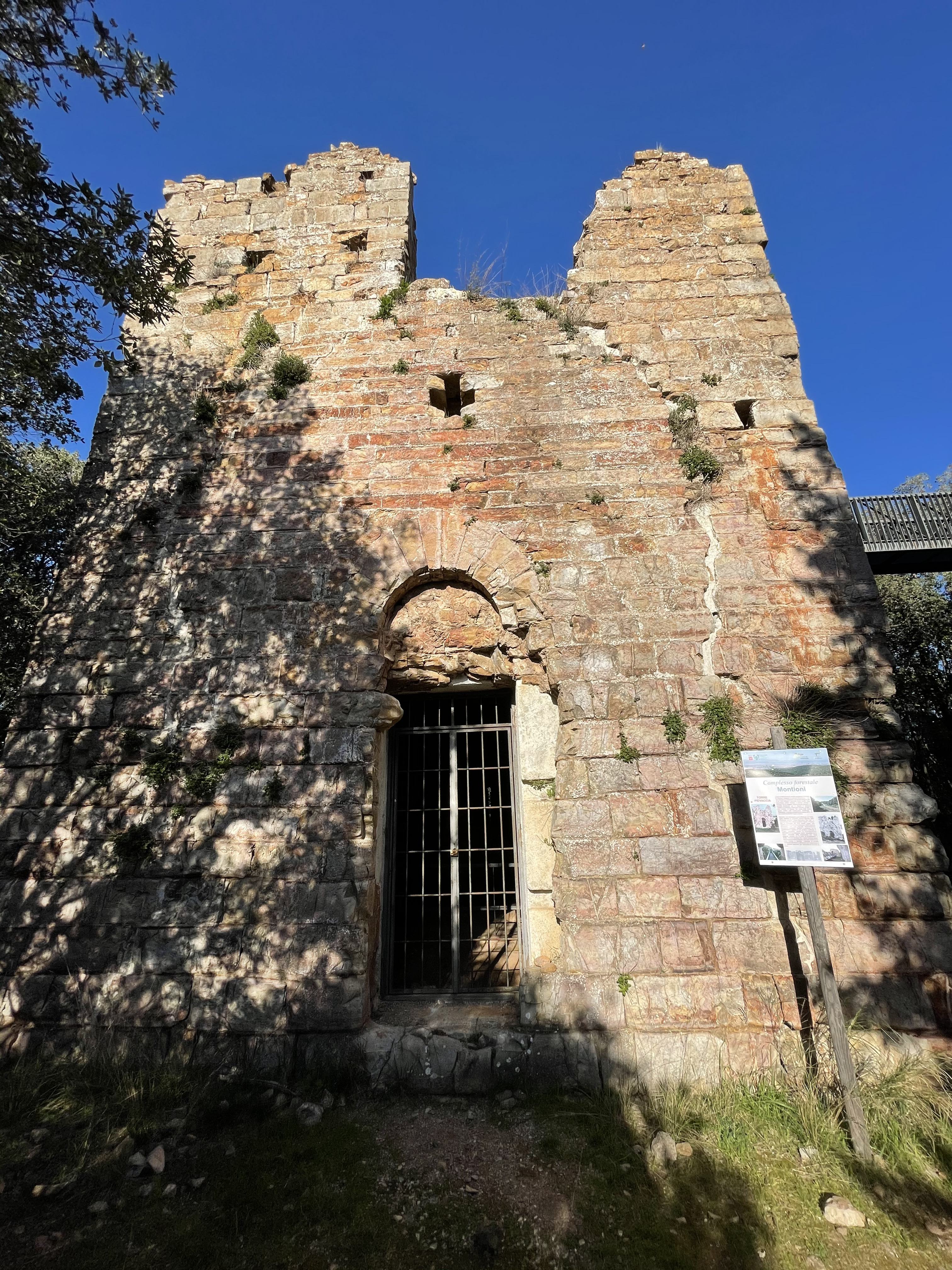
Veduta frontale della Pievaccia immersa nella macchia mediterranea del parco interprovinciale di Montioni, Follonica

La Pievaccia si trova nell'omonima località del comune di Follonica.
Si tratta dei ruderi di un imponente complesso ecclesiastico fortificato, come attestano i resti medievali della torre, che sorge isolata in cima alla collina di Poggio Chiecco.
Secondo una tradizione storica, il più antico edificio sacro sorto in questo luogo sarebbe stato la  pieve di Pastorale, esistente già dal secolo VIII, registrata in una donazione del 1046 all'abbazia di Sestinga e ancora attestata nei documenti nel 1204, in seguito non più menzionata, mentre dal 1217 si trova la citazione della pieve di Vitiliano, la cui identificazione con il complesso è accertata.